# MH-1A
Sturgis (MH-1A) byla první plovoucí jaderná elektrárna na světě. Elektrárna vznikla v 60. letech 20. století přestavbou druhoválečné nákladní lodě typu Liberty SS Charles H. Cugle. Po přestavbě byla loď přejmenována Sturgis, což odkazuje na amerického generála Samuela D. Sturgise. Elektrárna fungovala v letech 1968–1976 v oblasti Panamského průplavu.

## Nákladní loďSS Charles H. Cugle
Nákladní loď SS Charles H. Cugle postavila americká loděnice J. A. Jones Construction Company v Panama City na Floridě. Patřila k velkosériově stavěným plavidlům třídy Liberty. Na vodu byla spuštěna 13. srpna 1943. Dokončena byla až po skončení druhé světové války a v září 1945 byla uložena do rezervy na řece James poblíž Newport News ve Virginii. Roku 1964 byla loď převedena americké armádě, která ji přejmenovala na Sturgis a přestavěla na elektrárnu.

## ElektrárnaSturgis
Reaktor MH-1A měl americké armádě sloužit jako vysoce mobilní výkonný zdroj energie v situacích, kdy nebyly k dispozici konvenční zdroje (válka, živelní pohromy apod.). Vývoj plovoucí elektrárny probíhal ve společnosti Martin Marietta od počátku 60. let. Tlakovodní jaderný reaktor MH-1A (Mobile High Power Reactor Number 1A) měl elektrický výkon cca 10 MW. Přestavba byla zahájena roku 1963 v loděnici Alabama Dry Dock and Shipbuilding Company (ADDSCO) v Mobile. Poté bylo plavidlo odtaženo do Fort Belvoir kde bylo dokončeno (včetně instalace reaktoru). Reaktor byl poprvé spuštěn 25. ledna 1967. Plovoucí elektrárna Sturgis v letech 1968–1975 poskytovala elektřinu pro Panamské průplavové pásmo.

## Likvidace
Elektrárna Sturgis byla roku 1976 vyřazena a po vyjmutí paliva uložena v rezervě na řece James. Roku 2015 v Galvestonu začal tříletý proces demontáže jaderné části a likvidace kontaminovaného materiálu. V září 2018 bylo odstrojené plavidlo odvlečeno do Brownsville, kde bude do roku 2019 sešrotováno. Likvidaci provádí společnost International Shipbreaking Ltd.